# Nuit blanche
Nuit blanche (bra: Pura Adrenalina) é um filme de ação e suspense produzido por França, Bélgica e Luxemburgo, dirigido por Frederic Jardin e lançado em 2011.